# San Miguel de Salinas
San Miguel de Salinas è un comune spagnolo della comunità autonoma Valenciana. Situato nel sud della provincia di Alicante, nella comarca della Vega Baja del Segura, conta 5 811 abitanti (dati INE 2018) di cui il 62,9% di nazionalità straniera.